# 大崎合戦
大崎合戦（おおさきがっせん）は、天正16年（1588年）に起きた伊達政宗軍と大崎義隆・最上義光連合軍との戦い。

## 詳細

### 開戦までの情勢
伊達氏を中心とする南奥羽の外交秩序は、豊臣秀吉の関白就任と政宗が家督継承後に引き起こした一連の軍事行動によって大きく揺らぎ、父・輝宗の死を契機に同盟・従属勢力のほとんどが離反してしまった。
伊達領の北に拠る旧奥州探題・大崎氏もまた、伊達氏から離反して独立する動きを見せていた。
豊臣秀吉の九州平定後間もなく、その大崎氏内部で、当主・義隆の寵童同士による争いが家中の内紛へと発展。大崎氏重臣・岩手沢城主氏家吉継が、政宗に援軍の派遣を要請した。天正16年（1588年）1月、大崎氏内紛の鎮圧という名目を得た政宗は、陣代として浜田景隆を派遣、留守政景・泉田重光・小山田頼定らに出兵を命じる。一方、迎え撃つ大崎義隆は中新田城を防衛拠点に定め、南条隆信を守将に据えて籠城戦を展開した。

### 合戦の経過
政宗は約10,000人（5,000人とも言われる）の兵を大崎領に送り込んだ。
2月2日、泉田重光率いる伊達軍先陣は中新田城に攻め寄せるが、城を囲む低湿地帯と折からの大雪によって身動きが取れなくなり、撤退を余儀なくされた。これを好機と捉えた大崎軍は城から打って出て伊達軍を撃破した。さらに、伊達方から大崎方へと転じた留守政景の岳父・鶴楯城主黒川晴氏が、中新田城を攻める伊達勢の後方から襲いかかった。挟み撃ちにされた伊達勢は潰走して新沼城へと撤収したが、追撃してきた大崎勢に城を包囲されてしまう。23日、新沼城に閉じ込められた留守政景は、黒川晴氏による斡旋を受けて、泉田重光・長江勝景（葛西晴信・相馬義胤からみた義兄）を人質として提出する代わりに城の囲みを解くことを条件に和議を結び、政景は29日に新沼城を出て敗残兵を収容しながら後退した。
また、大崎氏の分家にあたる最上義光（正室は大崎氏）は政宗による武力介入を許さず、5,000人の兵を率いて援軍に赴き、大崎軍に加勢して伊達領黒川・志田両郡の各所を攻略した。
一方、伊達領南方においても、2月12日に蘆名義広が大内定綱を遣わして苗代田城を攻略、伊達方の小手森城主石川光昌は相馬義胤を頼って離反する（これらの動きが郡山合戦へとつながる）。
最上、伊達氏の領域でも連日小競り合いが続いていた。
4月28日、伊達勢は秋保で山形衆を百一人討ち取り、首二十一が政宗の元に届けられた。
一方、最上側でも大崎救援の隙をついて上杉景勝が重臣の本庄繁長に庄内出兵を命じている。当時は豊臣秀吉の惣無事令が発令されていたが景勝は秀吉の了解を得た上で出兵を行った。(十五里ヶ原の戦い)

### 戦後の展開
5月、政宗の母・義姫（義光の妹）が戦場に赴いて和睦を仲介した。義光も義姫に和睦のために政宗を説得して欲しいとする内容の書状を送っていた。7月には大崎氏へ提出されていた泉田重光を山形城に連行し、引き続き人質とする条件で和睦が成立した（実際には重光が山形に送られると、程なく政宗の下に送り返されている）。その後も、主君・大崎義隆と敵対する形になった氏家吉継と従属していた伊達政宗から離反した黒川晴氏の赦免を巡って義姫自らが山形城で義光と協議するなど、大崎氏の内紛解決のために交渉は継続され、9月になってようやく当事者間の和解が成立した。
この戦いはあくまでも大崎氏の内紛の延長であり、伊達政宗は執事（家老）である氏家吉継、最上義光は当主である大崎義隆、それぞれの要請で派兵している以上、大崎氏の内紛が収まれば撤退されるべきものであり、最上義光も大崎義隆に対して政宗の意向を入れて氏家らを許すように迫っている。
なお、8月には上杉景勝麾下の本庄繁長・義勝父子により庄内最上領への侵攻が行われている。義光は六十里越街道を越えて庄内へ向かったがその頃には上杉軍により最上勢は蹴散らされていた（十五里ヶ原の戦い）。
最上の支援を受けて政宗を退けた大崎氏であったが、翌天正17年（1589年）に政宗が摺上原の戦いに勝利して蘆名氏を滅ぼすと、その圧迫に耐えかねて再び伊達氏に従属した。